# El Cabañón
El Cabañón
es un lugar que pertenece a la parroquia de Cancienes en el concejo de Corvera de Asturias (Principado de Asturias). Se encuentra a 60 m s. n. m. y está situado a 1,20 km de la capital del concejo, Nubledo. 

## Población
En 2020 contaba con una población de 48 habitantes (INE 2020) repartidos en 45 viviendas.